# Марко Падаліно
Марко Падаліно (нім. Marco Padalino; нар. 8 грудня 1983, Лугано, Швейцарія) — швейцарський футболіст, півзахисник клубу «Лугано». Виступав за національну збірну Швейцарії.

## Клубна кар'єра
Вихованець футбольної школи клубу «Лугано». Дорослу футбольну кар'єру розпочав 2002 року в основній команді того ж клубу, в якій провів один сезон.
Згодом з 2003 по 2008 рік грав у складі команд клубів «Малькантоне Аньйо», «Катанія» та «П'яченца».
Своєю грою за останню команду привернув увагу представників тренерського штабу клубу «Сампдорія», до складу якого приєднався 2008 року. Відіграв за генуезький клуб наступні чотири сезони своєї ігрової кар'єри.
Протягом 2012—2014 років захищав кольори команди клубу «Віченца».
До складу клубу «Лугано» приєднався 2014 року.

## Виступи за збірні
2003 року дебютував у складі юнацької збірної Швейцарії, взяв участь у 4 іграх на юнацькому рівні.
2009 року дебютував в офіційних матчах у складі національної збірної Швейцарії. Наразі провів у формі головної команди країни 9 матчів, забивши 1 гол.
У складі збірної був учасником чемпіонату світу 2010 року у ПАР.

## Статистика виступів

### Статистика клубних виступів
| Сезон                 | Команда               | Чемпіонат             | Чемпіонат | Чемпіонат | Національний кубок | Національний кубок | Національний кубок | Континентальні кубки | Континентальні кубки | Континентальні кубки | Інші змагання | Інші змагання | Інші змагання | Усього | Усього |
| Сезон                 | Команда               | Ліга                  | Ігор      | Голів     | Ліга               | Ігор               | Голів              | Ліга                 | Ігор                 | Голів                | Ліга          | Ігор          | Голів         | Ігор   | Голів  |
| --------------------- | --------------------- | --------------------- | --------- | --------- | ------------------ | ------------------ | ------------------ | -------------------- | -------------------- | -------------------- | ------------- | ------------- | ------------- | ------ | ------ |
| 2002–03               | «Лугано»              | ЛБ                    | 8         | 0         | КШ                 | ?                  | ?                  | -                    | -                    | -                    | -             | -             | -             | 8      | 0      |
| 2003-2004             | «Малькантоне Аньйо»   | ЧЛ                    | 10        | 0         | КШ                 | ?                  | ?                  | -                    | -                    | -                    | -             | -             | -             | 10     | 0      |
| 2004                  | «Катанія»             | СБ                    | 4         | 1         | КІ                 | -                  | -                  | -                    | -                    | -                    | -             | -             | -             | 4      | 1      |
| 2004–05               | «Катанія»             | СБ                    | 30        | 1         | КІ                 | 0                  | 0                  | -                    | -                    | -                    | -             | -             | -             | 30     | 1      |
| Усього за «Катанію»   | Усього за «Катанію»   | Усього за «Катанію»   | 34        | 2         |                    |                    |                    |                      |                      |                      |               | -             | -             | 34     | 2      |
| 2005–06               | «П'яченца»            | СБ                    | 33        | 2         | КІ                 | 2                  | 0                  | -                    | -                    | -                    | -             | -             | -             | 35     | 2      |
| 2006–07               | «П'яченца»            | СБ                    | 26        | 1         | КІ                 | 2                  | 0                  | -                    | -                    | -                    | -             | -             | -             | 28     | 1      |
| 2007–08               | «П'яченца»            | СБ                    | 24        | 2         | КІ                 | 2                  | 0                  | -                    | -                    | -                    | -             | -             | -             | 26     | 2      |
| Усього за «П'яченцу»  | Усього за «П'яченцу»  | Усього за «П'яченцу»  | 83        | 5         |                    | 6                  | 0                  |                      |                      |                      |               | -             | -             | 89     | 5      |
| 2008–09               | «Сампдорія»           | СA                    | 31        | 1         | КІ                 | 3                  | 0                  | КУЄФА                | 4                    | 0                    | -             | -             | -             | 38     | 1      |
| 2009–10               | «Сампдорія»           | СA                    | 20        | 2         | КІ                 | 2                  | 1                  | -                    | -                    | -                    | -             | -             | -             | 22     | 3      |
| 2010–11               | «Сампдорія»           | A                     | 1         | 0         | КІ                 | 0                  | 0                  | ЛЧ+ЛЄ                | 0+1                  | 0                    | -             | -             | -             | 2      | 0      |
| 2011–12               | «Сампдорія»           | СБ                    | 13        | 0         | КІ                 | 2                  | 0                  | -                    | -                    | -                    | -             | -             | -             | 15     | 0      |
| Усього за «Сампдорію» | Усього за «Сампдорію» | Усього за «Сампдорію» | 65        | 3         |                    | 7                  | 1                  |                      | 5                    | 0                    |               | -             | -             | 77     | 4      |
| 2012–13               | «Віченца»             | СБ                    | 30        | 0         | КІ                 | -                  | -                  | -                    | -                    | -                    | -             | -             | -             | 30     | 0      |
| 2013–14               | «Віченца»             | Д1                    | 21+1      | 1         | КІ+КІ-ЛП           | 1+2                | 0                  | -                    | -                    | -                    | -             | -             | -             | 25     | 1      |
| Усього за «Віченцу»   | Усього за «Віченцу»   | Усього за «Віченцу»   | ?1        | 1         |                    | 3                  | 0                  |                      | -                    | -                    |               | -             | -             | 55     | 1      |
| 2014–15               | «Лугано»              | ЧЛ                    | 15        | 0         | КШ                 | 1                  | 0                  | -                    | -                    | -                    | -             | -             | -             | 16     | 0      |
| 2015–16               | «Лугано»              | СЛ                    | 19        | 0         | КШ                 | 3                  | 0                  | -                    | -                    | -                    | -             | -             | -             | 22     | 0      |
| 2016–17               | «Лугано»              | СЛ                    | 10        | 0         | КШ                 | 3                  | 0                  | -                    | -                    | -                    | -             | -             | -             | 13     | 0      |
| Усього за «Лугано»    | Усього за «Лугано»    | Усього за «Лугано»    | 52        | 0         |                    | 7+                 | 0+                 |                      | -                    | -                    |               | -             | -             | 59+    | 0+     |